# The Grudge (film 2004)
The Grudge è un film del 2004, diretto da Takashi Shimizu con protagonista Sarah Michelle Gellar. È il remake statunitense del film Ju-on: Rancore del 2002, diretto dallo stesso Shimizu.
Il film è stato distribuito in Nord America il 22 ottobre 2004 dalla Columbia Pictures. Nella stessa tradizione della serie originale, la trama del film è raccontata attraverso una sequenza di eventi non-lineare e include diverse sottotrame che si intersecano.
Il film ha avuto due sequel: The Grudge 2 del 2006 e The Grudge 3 del 2009.

## Trama
Il film inizia con delle scritte sullo schermo in cui viene detto che quando qualcuno muore in modo violento o rabbioso, le emozioni di quel momento possono restare a lungo nel luogo dell'omicidio, creando una maledizione che si propaga su chiunque si avvicini a quel posto.
Giappone: una giovane assistente sociale di nome Yoko si reca da una sua paziente, un'anziana donna occidentale con seri problemi di salute che vive da sola in casa dopo che suo figlio e la nuora sono scomparsi. Mentre la ragazza fa le pulizie, sente strani rumori provenienti dalla soffitta e sale a controllare. Salita nella soffitta viene aggredita da un orribile spettro dalle sembianze di una donna, viene sollevata di peso e brutalmente uccisa.
Karen Davis è una ragazza americana che per uno scambio culturale sta studiando in Giappone, dove è stata accompagnata dal ragazzo Doug. Anche lei fa l'assistente sociale e un giorno il suo capo Alex le affida la sua prima paziente: la donna assistita in precedenza proprio da Yoko, dato che la ragazza non si è presentata al lavoro e non risponde al telefono.
Karen, entrando nella casa della signora, subito nota lo stato di completo degrado e sporcizia, come se nessuno se ne fosse occupato per giorni, poi trova la povera anziana a terra quasi in stato catatonico e prontamente la soccorre come meglio può. Dopo averla accudita e messa a riposare, comincia a pulire e riordinare la casa, quando inizia anche lei a sentire dei rumori provenire dal piano di sopra.
In una stanza trova un armadio sigillato con il nastro adesivo, da cui provengono suoni strani e sinistri, ma anche dei pianti: apertolo, vi trova all'interno un bambino dall'aria cadaverica con un gatto nero in braccio. Il bambino le dice di chiamarsi Toshio, ma poco dopo si dilegua con l'animale nelle tenebre della casa senza dare spiegazioni. La stessa sera la donna malata, che fino a quel momento non aveva mai parlato, inizia ad agitarsi terrorizzata nel letto, mentre  l’essere dalle sembianze femminili con lunghi capelli neri scende dal soffitto, facendola presumibilmente morire di infarto davanti agli occhi di Karen, sbigottita e impaurita.
La scena successiva è un flashback che mostra il momento in cui l'anziana, suo figlio Matthew e la nuora Jennifer prendono possesso della casa. Mentre visitano la casa, l’anziana signora inizia a comportarsi in modo strano fissando il soffitto; nel frattempo in un bagno dell’abitazione l'agente immobiliare assiste a una spaventosa apparizione di Toshio nella vasca da bagno.
Una sera, Jennifer viene traumatizzata dalla presenza della donna dai capelli lunghi e muore poco dopo davanti al marito a causa, probabilmente, di un infarto. Anche il marito viene ucciso quella stessa notte da Toshio.
Il film torna al presente: degli agenti di polizia, chiamati dal capo di Karen che, dopo una sua telefonata, si era preoccupato ed era andato a cercarla, ritrovano in soffitta proprio i cadaveri del figlio e della nuora della donna malata, ma anche la mascella strappata di Yoko. In ospedale, Karen, dove è stata condotta dopo il dramma a cui ha assistito, viene presto informata dal detective Nakagawa, che si occupa delle indagini, che sempre in quella casa anni addietro vi era stata una orribile tragedia: un marito aveva inspiegabilmente ucciso la moglie Kayako. Anche il loro piccolo figlio Toshio e il gattino erano rimasti vittima della follia dell'uomo, che era stato poi ritrovato impiccato.
La casa è avvolta da un'aura di morte e chiunque ci entri sembra destinato a subirne le terribili conseguenze: tutti quelli che sono andati nella casa fino a quel momento sarebbero stati brutalmente uccisi dagli spaventosi spettri della famiglia morta, che appaiono nei luoghi più disparati, assumendo anche sembianze di altre persone. 
Il primo a morire fu, due anni prima, il professor Peter Kirk, che riceveva da Kayako, sua ex studentessa, lettere d'amore da lui sempre ignorate. Un giorno, incuriosito, entrò nella casa da solo e trovò Kayako morta in soffitta con il collo spezzato, il piccolo Toshio annegato nella vasca e il marito appeso al soffitto. Dopo quell'evento, il professore tornò scioccato a casa e si buttò, davanti all’ignara moglie, dal terrazzo del suo appartamento, probabilmente spinto dagli spettri. I successivi a morire furono il figlio e la nuora dell'anziana malata, uccisi dagli spiriti e ritrovati morti in soffitta dagli agenti di polizia; anche la figlia della donna, Susan, morì: ella visitò infatti la casa con i parenti al momento dell’acquisizione. Giorni dopo, poco prima che la polizia riuscisse a informarla della morte del fratello, Kayako apparve nello stabile dove la donna lavorava e tentò di afferrarla nelle scale, ma ella riuscì a scappare e a tornare a casa. Lo spettro le si manifestò poi nel corridoio del palazzo in cui risiedeva con la voce del fratello: pensando di essere al sicuro aprì quindi la porta, ma non v'era alcuno; sconvolta, Susan si mise a letto, ma sotto le coperte era in agguato Kayako che l'afferrò e la fece svanire nel nulla. Vennero poi uccisi la giovane Yoko e infine l’anziana donna. Persino Alex, il capo di Karen, viene ucciso nel suo ufficio, dove gli appare lo spettro mutilato di Yoko.
Dopo la serie di omicidi, il detective Nakagawa guarda i filmati della telecamera del palazzo in cui lavorava Susan, vedendo di fatto lo spettro di Kayako. Avendo quindi capito che stanno accadendo eventi soprannaturali e sapendo che in futuro sarebbe stato ucciso come gli altri (anche i suoi colleghi vennero misteriosamente uccisi anni prima, dopo aver indagato sulla morte di Kayako e Toshio), decide di porre fine alla maledizione incendiando la casa, ma viene ucciso dal fantasma del padre di Toshio mentre sta per appiccare il fuoco. 
Karen indaga sulla misteriosa morte di Kayako e Toshio e scopre tramite delle foto trovate a casa del professore deceduto che Kayako era pazzamente innamorata di lui: difatti appare nello sfondo di molte delle foto, stalkerando di fatto l’uomo. Karen capisce che fu quindi la gelosia il movente che portò il marito di Kayako a compiere il massacro: il marito aveva infatti trovato il diario segreto della donna, nel quale ella scriveva in modo ossessivo paragrafi e frasi sul professore.
Doug, credendo che Karen sia tornata all’abitazione maledetta, vi entra: viene aggredito anch'egli dagli spiriti. Ascoltando un messaggio lasciato da Doug, Karen capisce che si è recato alla casa, ma ormai è troppo tardi per salvarlo. Dopo aver assistito alla morte del fidanzato, viene attaccata anch'ella da Kayako, ma nello scontro decisivo Karen riesce a ribaltare una delle taniche di benzina portate dal detective e fa poi divampare il fuoco che incendia solo parzialmente la casa.
Karen, sopravvissuta all’incendio ma chiaramente traumatizzata, viene portata in ospedale; dopo essere stata medicata si reca all'obitorio per vedere il corpo di Doug. Lì percepisce alle sue spalle una presenza e, girandosi, vede Kayako.

## Distribuzione

### Data di uscita
Le date di uscita internazionali nel corso del 2004 sono state:
- 22 ottobre negli Stati Uniti
- 29 dicembre in Francia

Le date di uscita internazionali nel corso del 2005 sono state:
- 5 gennaio in Italia
- 11 febbraio in Giappone (呪怨?, The Juon)

### Edizioni home video
Il film è uscito in DVD e UMD il 1º febbraio 2005. Il film è stato distribuito nella versione standard con solo alcuni contenuti extra. È stato reso disponibile per l'acquisto su iTunes nel 2008. Il film è stato distribuito su Blu-ray Disc in Germania nel 2008, negli USA il 12 maggio 2009 e in Italia dal febbraio 2011.

## Accoglienza

### Incassi
Il film è stato distribuito in 3.348 cinema del Nord America, guadagnando 39,1 milioni di dollari in biglietti venduti nel suo primo fine settimana (22-24 ottobre 2004). Gli incassi, poi, sono diminuiti del 43% nel secondo weekend guadagnando 21,8 milioni di dollari, diventando il film horror primo in classifica. La pellicola ha guadagnato 110.359.362 dollari nel solo Nord America e un totale di 187.281.115 dollari in tutto il mondo, superando di gran lunga le aspettative degli analisti e dei dirigenti della Sony Pictures. La Sony ha anche dichiarato che il film è costato meno di 10 milioni di dollari, rendendolo in tal modo uno dei film più redditizi dell'anno.

### Critica
Sull'aggregatore di recensioni Rotten Tomatoes la serie riceve il 33% delle recensioni professionali positive, mentre su Metacritic ha un punteggio di 49 su 100 basato su 32 recensioni.

## Riconoscimenti
- 2004 – Sitges - Catalonian International Film Festival
  - Candidatura a miglior film
- 2005 – BMI Film & TV Awards
  - Migliori musiche a Christopher Young
- 2005 – MTV Movie Awards
  - Candidatura alla performance più terrorizzante a Sarah Michelle Gellar
- 2005 – Saturn Award
  - Candidatura a miglior film horror
- 2005 – Teen Choice Awards
  - Candidato a miglior film thriller
  - Candidata a miglior attrice in un film d'avventura\thriller a Sarah Michelle Gellar
  - Candidata alla scena più paurosa a KaDee Strickland
  - Candidato alla scena da urlo a Yūya Ozeki

## Sequel e reboot
Il film ha avuto due sequel della trilogia originale (The Grudge 2 e The Grudge 3) ed un reboot del 2020, diretto da Nicolas Pesce.